# Брюэль, Патрик
Патри́к Брюэ́ль (фр. Patrick Bruel, настоящее имя фр. Patrick Maurice Benguigui; 14 мая 1959, Тлемсен, бывшая территория Франции, ныне Алжир) — французский певец и киноактёр.

## Биография
Родители его, педагоги, развелись, когда Патрику исполнился год. Воспитывала его мать, преподавательница французского в местной школе. После 1962 года, когда Алжир получил независимость, мать и сын переехали в парижский пригород, а затем и в столицу. Патрик с детства мечтал стать профессиональным футболистом, при этом он очень любил и музыку, причём музыку самую разную — от классики до современного рока. Он очень увлёкся тогда и гитаристами — Джими Хендриксом, Эриком Клэптоном, Джефом Беком. Кроме того, он увлечённо слушал Жоржа Брассенса и Жака Бреля, чьи пластинки нашлись у его матушки.
В 1984 году Брюэль впервые заставил говорить о себе, выпустив песню «Marre de cette nana-là», написанную
Жераром Пресгурвиком (фр. Gérard Presgurvic).  
Первый альбом Брюэля («De face», 1986) не имел большого успеха (20000 распроданных копий), и тем не менее уже в мае 1987 года Брюэль выступает в Олимпии при полном аншлаге. По итогам выступления он выпустил концертный альбом.
Второй студийный альбом Брюэля «Alors regarde», записанный в Нью-Йорке и Тулузе, был выпущен в ноябре 1989 года. Свет увидели 5 синглов с альбома (выпущены с октября 1989 по июль 1991), сам же альбом получил статус бриллиантового, будучи распроданным тиражом более чем в 2 миллиона экземпляров. Последний сингл с альбома «Décalé», выпущенный 4 июля 1991 и перевыпущенный в 1992 в live-версии с певицей Mariza Corréa, известен и российскому слушателю — он был в ротации на «Ностальжи» в течение 90-х годов.
Кинокарьера Брюэля началась в конце 70-х, однако первый крупный успех как к актёру пришел к нему лишь после более чем десятка кино- и телепроектов — летом 1987, когда вышел фильм Клода Лелуша «Бандит».
В начале 80-х он участвовал в пробах на роль Филиппа Бертье в фильме «Бум 2» Клода Пиното. Однако в итоге Брюэль уступил Пьеру Коссо, поскольку, по мнению создателей фильма, он не смог бы создать образ парня, о котором будут мечтать девушки.

### Покер
Брюэль — профессиональный игрок в покер мирового уровня. В 1998 году он выиграл браслет Мировой серии покера в турнире по лимитному холдему с бай-ином $5000. По состоянию на 2009 год он заработал более 900 000 долларов в турнирах, из которых его десять денежных выигрышей на WSOP составляют 411 659 долларов. Он также комментирует World Poker Tour во Франции.

## Филантропия
Брюэль был членом благотворительного ансамбля Les Enfoirés с 1993 года.

## Избранная фильмография
- 1979 — Порыв сирокко / Le Coup de sirocco (реж. Александр Аркади);
- 1982 — Мою жену зовут Вернись / Ma femme s’appelle reviens (реж. Патрис Леконт);
- 1983 — Большой карнавал / Le Grand Carnaval (реж. Александр Аркади);
- 1984 — Марш в тени / Marche à l’ombre
- 1986 — Следуйте за моим взглядом / Suivez mon regard
- 1987 — Бандит / Attention bandits
- 1989 — Форс мажор / Force majeure
- 1993 — Между двух огней / Profil bas — инспектор Жюльен Сегаль
- 1995 — Сабрина / Sabrina — Луи
- 1996 — Ягуар / Le Jaguar — Франсуа Перрен
- 1996 — Мужчина и женщина: способ применения / Hommes, femmes, mode d’emploi — камео
- 2001 — Миленькие штучки / Les jolies chos
- 2004 — Волк / El Lobo — Нельсон
- 2004 — Я так долго ждал тебя / Une vie a t’attendre
- 2006 — Комедия власти / L’Ivresse du pouvoir — Жак Сибо
- 2008 — Семейная тайна / Un secret — Максим Натан
- 2009 — Код изменился / Le code a change
- 2010 — Как пять пальцев / Comme les cinq doigts de lamain
- 2012 — Париж-Манхэттен / Paris Manhattan — Виктор Блан
- 2012 — Имя / Le prénom — Венсан
- 2013 —  Холостяки в отрыве /  Les Gamins — агент по недвижимости
- 2014 — Желтоглазые крокодилы / Les yeux jaunes des crocodiles — Филипп
- 2014 —  Хочешь или нет? / Tu veux... ou tu veux pas — Ламбер
- 2015 — Анж и Габриель / Ange et Gabrielle — Анж
- 2019 — Лучшее впереди / Le meilleur reste à venir — Сезар Монтесихо

## Документальные фильмы
- 2017 — Патрик Брюэль. Стремление побеждать / Patrick Bruel, la soif de vaincre (реж. Доминик Фаргю / Dominique Fargues, Сабин Грессагюэль / Sabine Graissaguel).